# Bousselange
Bousselange és un municipi francès, situat al departament de la Costa d'Or i a la regió de Borgonya - Franc Comtat. L'any 2007 tenia 56 habitants.

## Demografia

### Població
El 2007 la població de fet de Bousselange era de 56 persones. Hi havia 32 famílies, de les quals 16 eren unipersonals (8 homes vivint sols i 8 dones vivint soles), 8 parelles sense fills i 8 parelles amb fills.
La població ha evolucionat segons el següent gràfic:
Habitants censats

### Habitatges
El 2007 hi havia 34 habitatges, 30 eren l'habitatge principal de la família, 2 eren segones residències i 2 estaven desocupats. 32 eren cases i 2 eren apartaments. Dels 30 habitatges principals, 25 estaven ocupats pels seus propietaris, 4 estaven llogats i ocupats pels llogaters i 1 estava cedit a títol gratuït; 1 tenia una cambra, 5 en tenien tres, 8 en tenien quatre i 15 en tenien cinc o més. 27 habitatges disposaven pel capbaix d'una plaça de pàrquing. A 14 habitatges hi havia un automòbil i a 12 n'hi havia dos o més.

### Piràmide de població
La piràmide de població per edats i sexe el 2009 era:
| Homes | Edats   | Dones |
| ----- | ------- | ----- |
| 0     | 95 o +  | 0     |
| 0     | 90 a 94 | 0     |
| 0     | 85 a 89 | 0     |
| 0     | 80 a 84 | 0     |
| 0     | 75 a 79 | 4     |
| 8     | 70 a 74 | 0     |
| 0     | 65 a 69 | 4     |
| 4     | 60 a 64 | 8     |
| 0     | 55 a 59 | 0     |
| 0     | 50 a 54 | 4     |
| 4     | 45 a 49 | 0     |
| 0     | 40 a 44 | 4     |
| 8     | 35 a 39 | 0     |
| 4     | 30 a 34 | 0     |
| 0     | 25 a 29 | 0     |
| 0     | 20 a 24 | 4     |
| 0     | 15 a 19 | 0     |
| 4     | 10 a 14 | 0     |
| 0     | 5 a 9   | 0     |
| 4     | 0 a 4   | 0     |

## Economia
El 2007 la població en edat de treballar era de 34 persones, 30 eren actives i 4 eren inactives. De les 30 persones actives 29 estaven ocupades (14 homes i 15 dones) i 1 aturada (1 dona i 1 dona). De les 4 persones inactives 2 estaven jubilades, 1 estava estudiant i 1 estava classificada com a «altres inactius».
Activitats econòmiques
L'any 2000 a Bousselange hi havia 7 explotacions agrícoles que ocupaven un total de 512 hectàrees.

## Poblacions més properes
El següent diagrama mostra les poblacions més properes.